# Maurice Trintignant
Maurice Bienvenu Jean Paul Trintignant, född 30 oktober 1917 i Sainte-Cécile-les-Vignes i Frankrike, död 13 februari 2005 i Nîmes, 
var en fransk racerförare. Han kallades för Le Petoulet, vilket betyder "råttskiten", eftersom man under 1930-talet hittade råttspillning i hans motor.

## Racingkarriär
Trintignant tävlade i formel 1 1950-1964. Han debuterade i Monaco 1950 och vann i Monaco 1955 och Monaco 1958, vilket var hans enda segrar under F1-karriären. Han kom som bäst fyra i förarmästerskapet 1954 och 1955 då han körde för Ferrari.
Han vann dock Le Mans 24-timmars tillsammans med José Froilán González 1954.

## F1-karriär
| Säsong                 | Stall/Tillverkare                                                               | Placering              | Lopp  | Poäng | Etta | Tvåa | Trea | Pole | Varv |
| ---------------------- | ------------------------------------------------------------------------------- | ---------------------- | ----- | ----- | ---- | ---- | ---- | ---- | ---- |
| 1950                   | Simca-Gordini                                                                   | -                      | 2     |       |      |      |      |      |      |
| 1951                   | Simca-Gordini                                                                   | -                      | 4     |       |      |      |      |      |      |
| 1952                   | Gordini Simca-Gordini-Gordini Ecurie Rosier (Ferrari)                           | 17                     | 4 1   | 2     |      |      |      |      |      |
| 1953                   | Gordini                                                                         | 12                     | 8     | 4     |      |      |      |      |      |
| 1954                   | Ferrari Ecurie Rosier (Ferrari)                                                 | 4                      | 7 1   | 14 3  |      | 1    | 1    |      |      |
| 1955                   | Ferrari                                                                         | 4                      | 6     | 11,33 | 1    | 1    | 1    | 1    |      |
| 1956                   | Vanwall Automobiles Bugatti                                                     | -                      | 4 1   |       |      |      |      |      |      |
| 1957                   | Ferrari                                                                         | 13                     | 3     | 5     |      |      |      |      |      |
| 1958                   | R R C Walker (Cooper-Climax) Scuderia Centro Sud (Maserati) BRM                 | 7                      | 7 1   | 12    | 1    |      | 1    |      |      |
| 1959                   | R R C Walker (Cooper-Climax)                                                    | 5                      | 8     | 19    |      | 1    | 1    |      | 1    |
| 1960                   | R R C Walker (Cooper-Climax) Scuderia Centro Sud (Cooper-Maserati) Aston Martin | -                      | 1 4 1 | 0     |      |      | 1    |      |      |
| 1961                   | Scuderia Serenissima (Cooper-Maserati)                                          | -                      | 5     |       |      |      |      |      |      |
| 1962                   | R R C Walker (Lotus-Climax)                                                     | -                      | 6     |       |      |      |      |      |      |
| 1963                   | Reg Parnell (Lola-Climax & Lotus-Climax) Scuderia Centro Sud (BRM)              | -                      | 2 1   |       |      |      |      |      |      |
| 1964                   | Maurice Trintignant (BRM)                                                       | 16                     | 5     | 2     |      |      |      |      |      |
| Sammanlagt 15 säsonger | Sammanlagt 15 säsonger                                                          | Sammanlagt 15 säsonger | 84    | 72,33 | 2    | 3    | 5    | 1    | 1    |

| 1. Monaco 1955 2. Monaco 1958 |

| 1. Belgien 1954 2. Argentina 1955 3. USA 1959 |

| 1. Tyskland 1954 2. Argentina 1955 3. Tyskland 1958 4. Monaco 1959 5. Argentina 1960 |

| 1. Argentina 1955 | 1. USA 1959 |